# 老峰镇
老峰镇，是中华人民共和国安徽省安庆市迎江区下辖的一个乡镇级行政单位。

## 行政区划
老峰镇下辖以下地区：
老峰社区、马窝社区、新丰村、马窝村、西湖村、泉河村、金星村、段山村、老峰村、山湖村、长山村、广丰村、新光村、和平村、秦潭村和新桥村。